# Superconduttività ad alte temperature

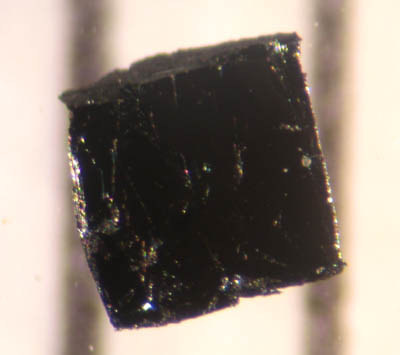
Un campione di BSSCO, che attualmente è uno dei superconduttori ad alta temperatura più adatti all'uso pratico. In particolare, non contiene terre rare. BSSCO è un superconduttore cuprato basato su bismuto e stronzio. Grazie alla loro temperatura operativa più elevata, i cuprati stanno diventando concorrenti per i più comuni superconduttori a base di niobio, nonché per i superconduttori ad ossido di magnesio.

La superconduttività ad alte temperature critiche studia materiali che si comportano come superconduttori anche a temperature superiori a circa 77 K (−196,2 °C), ossia con temperatura critica Tc maggiore di 77 K, a differenza dei superconduttori ordinari che, a pressioni ordinarie, si comportano come tali solo a temperature inferiori. Il limite di 77 K è stato scelto in quanto è la temperatura più bassa raggiungibile con l'azoto liquido, uno dei refrigeranti più utilizzati nell'ambito della criogenia, e quindi tali materiali necessitano una tecnologia di raffreddamento meno costosa di quelli ordinari. Nessun superconduttore ad alta temperatura noto funziona a temperatura e pressione ambiente e quindi tutti richiedono un sistema di raffreddamento. 
Il primo superconduttore ad alta temperatura critica è stato scoperto nel 1986 dai ricercatori IBM Bednorz e Müller, che nel 1987 hanno ricevuto il premio Nobel per la fisica "per la loro importante svolta nella scoperta della superconduttività nei materiali ceramici".
Il superconduttore scoperto da Bednorz e Müller era un cuprato, un gruppo di materiali che solo dopo qualche decennio dalla scoperta, sono diventati adatti ad un uso pratico e che possono raggiungere una temperatura critica di 133 K (−140 °C). Tuttavia, essendo ceramici e non metallici come i superconduttori ordinari, presentano ancora molti problemi di fabbricazione e vengono usati con successo solo in pochi casi. Infatti, le ceramiche sono fragili, quindi è difficile trasformarle in fili.
Dal punto di vista dei materiali, oltre ai cuprati, un secondo tipo rilevante è quello costituito da composti ferrosi. Inoltre esistono altri materiali impropriamente inclusi nei superconduttori ad alta temperatura come il diboruro di magnesio, che talvolta è considerato tale anche se ha una temperatura critica di solo 39 K (−234,2 °C).
Molti superconduttori ceramici si comportano fisicamente come superconduttori del secondo tipo, ossia, contrariamente ai superconduttori del primo tipo che espellono completamente i campi magnetici (effetto Meissner), essi consentono a tali campi di penetrare al loro interno in unità di flusso quantizzate, creando vortici nel campo (flussoni) che consentono di mantenere la superconduttività anche in presenza di campi magnetici elevati, oltre 100 T. Non sono però adatti per applicazioni come i magneti per gli spettrometri di massa, che richiedono correnti elettriche elevate, infatti, la capacità di sopportare densità di corrente elevate è una terza proprietà ricercata insieme all'elevata temperatura critica e la resistenza a campi magnetici intensi.
Dal 2015 si sono cominciati a scoprire composti a base di idrogeno (idruri), in grado di mantenere la superconduttività a temperatura ambiente, al prezzo però di pressioni elevatissime, dell'ordine di centinaia di GPa, quasi un milione di volte la pressione atmosferica..
Il superconduttore a pressione ambiente con la più alta temperatura critica ad oggi noto è il cuprato di mercurio, bario e calcio, a circa 133 K (−140 °C).

## Storia

Cronologia delle scoperte dei superconduttori. Sulla destra si può vedere la temperatura dell'azoto liquido, che di solito divide i superconduttori ad alte temperature da quelli a basse temperature. I cuprati sono visualizzati come diamanti blu e i superconduttori ferrosi come quadrati gialli. L'ossido di magnesio e altri superconduttori BCS (metallici) a bassa temperatura sono visualizzati come riferimento in cerchi verdi.

La superconduttività fu scoperta da Kamerlingh Onnes nel 1911, portando il mercurio a temperature inferiori a 4,2 K. Da allora, i ricercatori hanno tentato di osservare la superconduttività a temperature crescenti con l'obiettivo di trovare un superconduttore a temperatura ambiente. Tra il 1946 e il 1973, vennero scoperti diversi composti metallici a base di niobio, come NbTi, Nb3Sn e Nb3Ge, che, oltre alla capacità di sopportare campi magnetici superiori a 10 tesla, avevano temperature critiche molto più elevate di quelle dei metalli elementari, arrivando a superare i 22 K (−251,2 °C).
Nel 1957 venne fornita la prima spiegazione a tale fenomeno mediante la teoria BCS. 
Nel 1986, presso il laboratorio di ricerca IBM vicino a Zurigo, in Svizzera, Bednorz e Müller cercarono la superconduttività in una nuova classe di ceramiche: gli ossidi di rame o cuprati. Bednorz scoprì un particolare ossido di rame la cui resistenza scese a zero a una temperatura intorno a −238 °C (35,1 K). I loro risultati furono presto confermati da molti gruppi, in particolare Paul Chu all'università di Houston e Shoji Tanaka all'università imperiale di Tokyo.
Tali risultati non erano spiegabili nell'ambito della teoria BCS, considerata valida fino a massimo 25-30 K, ma l'anno successivo, all'università di Princeton, Philip Anderson diede una prima descrizione teorica di questi materiali, basata sulla teoria del legame di valenza risonante (teoria RVB). Sempre nel 1987 Bickers, Scalapino e Scalettar proposero che il fenomeno potesse essere spiegato supponenedo che anche qui, come nella teoria BCS, si formino coppie di elettroni (coppie di Cooper) ma il loro legame sia descritto dalle funzioni d'onda degli orbitali atomici d (con numero quantico orbitale l=2), anziché da quelli s (con numero quantico orbitale l=0), come nella teoria BCS base. Nel 1988 tre successive teorie furono proposte: da Inui, Doniach, Hirschfeld e Ruckenstein, usando la teoria della flutuazione dello spin; da Gros, Poilblanc, Rice e Zhang; da Kotliar e Liu, identificando la funzione d'onda d come conseguenza naturale della teoria RVB. La conferma del fatto che la funzione d'onda d sia alla base dei superconduttori a cuprati è stata ottenuta con una serie di verifiche sperimentali sulla presenza di tali configurazioni, tra cui l'osservazione diretta dei nodi di tali funzioni (punti in cui le funzioni si annullano e che non sono presenti nel caso di funzioni s) nello spettro di eccitazione attraverso la spettroscopia di fotoemissione risolta in angolo, l'osservazione di flussi magnetici a quantizzazione semi intera in esperimenti di tunneling e indirettamente dalla dipendenza della temperatura dalla profondità di penetrazione, calore specifico e conducibilità termica.
Nel 2001 si è scoperto che il diboruro di magnesio è superconduttore a 39 K (−234,2 °C), ma le cause sono state ricondotte alla teoria BCS.
Nel 2006 si è soperto il primo materiale superconduttore composto da ferro anzichè rame, con una temperatura critica di 43 K (−230,2 °C).
Dal 2015 si sono cominciati a scoprire composti a base di idrogeno, in grado di raggiungere la superconduttività a temperatura ambiente ma a pressioni elevatissime, dell'ordine di centinaia di GPa (milioni di volte la pressione atmosferica). Nel 2019 si è raggiunta una temperatura critica di −23 °C nel LaH10, un super-idruro del lantanio, a una pressione superiore a 100 GPa, e nel 2020, utilizzando al posto del lantanio, carbonio e zolfo, la temperatura di 15 °C a una pressione di 267 GPa, oltre 2,6 milioni di volte la pressione atmosferica, anche se quest'ultimo risultato è stato messo in discussione.
Il superconduttore a pressione ambiente con la più alta temperatura di transizione ad oggi noto è il cuprato di mercurio, bario e calcio, a circa 133 K (−140 °C).

## Materiali

### Cuprati
Per cuprati si intende una vasta gamma di materiali. Quelli con proprietà superconduttive sono materiali ceramici stratificati, normalmente isolanti e antiferromagnetici, costituiti da strati di ossido di rame (CuO2), separati da strati distanziatori. Le loro proprietà superconduttive sono determinate dagli elettroni che si muovono tra gli strati di ossido di rame, mentre gli strati distanziatori contengono ioni come lantanio, bario, stronzio o altri atomi che rendono stabile la struttura e diffondono elettroni o lacune tra gli strati di ossido di rame.
I meccanismi che portano alla superconduttività questi materiali non sono ancora noti per certo e per questo sono oggetto di considerevoli dibattiti e ulteriori ricerche. Quello che sembra ormai appurato è che alla base ci sia la formazione di coppie di Cooper dovute all'interazione diretta tra elettroni, senza l'intervento del reticolo cristallino, come invece avviene per i superconduttori ordinari. Inoltre il legame tra i due elettroni che formano la coppia sarebbe analogo all'orbitale atomico d (con numero quantico orbitale l=2), anziché s (con numero quantico orbitale l=0) come nei superconduttori ordinari.

### A base di ferro

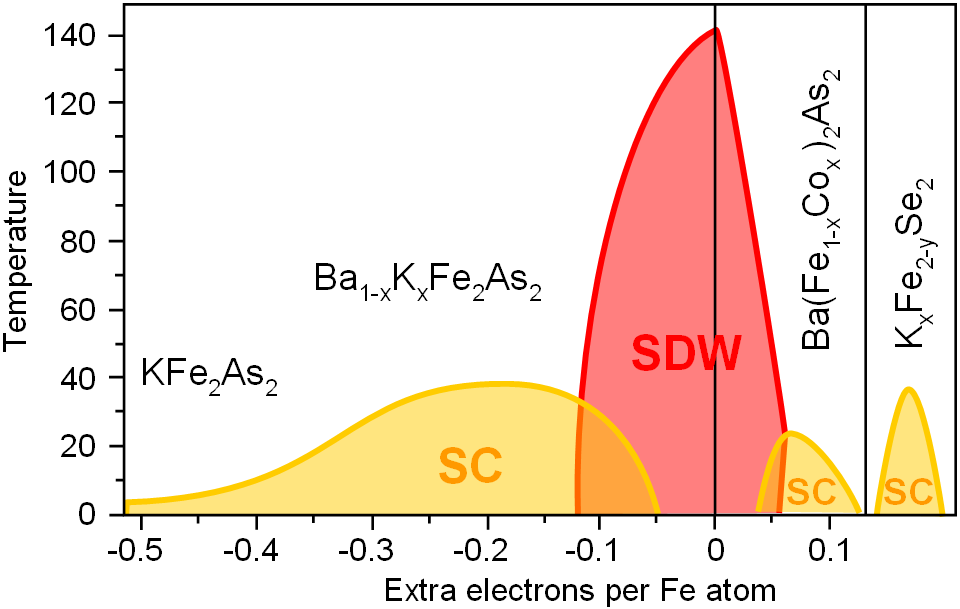
Diagramma di fase per superconduttori ferrosi ad alta temperatura in funzione del drogaggio. In giallo le fasi di superconduttività (SC) e in rosso quella con onde di densità di spin (Spin Density Wave: si veda il Meccanismo di fluttuazione di spin nella pagina)

I superconduttori a base di ferro sono costituiti da strati sovrapposti come i cuprati ma basati su composti di ferro ed elementi del gruppo 15 (pnicogeni), come arsenico o fosforo, o del gruppo 16. Questa è attualmente la famiglia con la seconda temperatura critica più alta a pressione ambiente, dietro i cuprati. L'interesse per le loro proprietà superconduttive è iniziato nel 2006 con la scoperta della superconduttività in LaFePO a 4 K che poi ha portato nel 2008 alla scoperta di un materiale simile, il LaOFeAs, con temperatura critica di 43 K, alla pressione di 4 GPa. Le temperature critiche più elevate con questo tipo di superconduttori sono state raggiunte nelle pellicole sottili di FeSe,, fino ad arrivare nel 2014 a una temperatura massima appena superiore ai 100 K.
Partendo dalle iniziali scoperte sono emerse diverse famiglie di superconduttori di questo tipo:
- LnFeAsO1−x con Tc fino a 56 K e rapporto stechiometrico tra i quattro elementi di 1:1 (composti 1111).[9] È stata anche scoperta una variante con fluoro al posto dell'ossigeno, avente valori simili della temperatura critica.[38]
- (Ba, K) Fe2As2 e materiali correlati, costituiti da coppie di strati di ferro-arseniuro e rapporto stechiometrico di uno per (Ba, K) a due con Fe e As (composti 122). I valori di Tc possono arrivare fino a 38 K.[39][40] Questi materiali mantengono le proprietà superconduttrici anche sostituendo il ferro con il cobalto.
- LiFeAs e NaFeAs con Tc fino a circa 20 K e rapporto stechiometrico tra i tre elementi di 1:1 (composti 111).[41][42][43]
- FeSe con un basso drogaggio di tellurio.[44]

La maggior parte di questi superconduttori, quando non drogati, mostrano una transizione di fase della struttura da tetragonale a ortorombica e, a bassa temperatura, un ordinamento magnetico simile ai superconduttori cuprati. Tuttavia si comportano più come metalli di post-transizione che isolanti di Mott e hanno cinque bande sulla superficie di Fermi anziché una. Il diagramma di fase che emerge quando vengono drogati gli strati di ferro-arseniuro è notevolmente simile, con la fase superconduttiva vicina o sovrapposta alla fase magnetica. Il valore di Tc varia a seconda degli angoli di legame tra Fe e As, ottenendo un valore ottimale con quattro atomi di As disposti ai vertici di un tetraedro, avente il Fe al centro. La simmetria della funzione d'onda di accoppiamento è ancora ampiamente dibattuta, ma attualmente è preferito uno scenario ad onde s estese.

### Idruri
A partire dal 2015 sono stati scoperti materiali a base di idrogeno con proprietà superconduttive a temperature vicine alla temperatura ambiente e basati su meccanismi di superconduzione convenzionali, ossia, a differenza dei cuprati e materiali ferrosi, simili a quelli dei superconduttori ordinari (interazione elettroni-fononi della teoria BCS), come H3S (formatosi per decomposizione di H2S ad alte pressioni), con una Tc di −70 °C (203 K) a 90 GPa  e LaH10, con Tc di −23 °C (250 K) a 200 GPa.
A partire dal 2020 si sono ottenuti risultanti interessanti con idruri ternari, cioè composti da altri due elementi oltre all'idrogeno. In particolare nel 2020 un idruro di carbonio e zolfo avrebbe raggiunto la temperatura di 15 °C (288 K) a una pressione di 267 GPa ma ci sono dubbi sul risultato. In seguito, altri idruri ternari, in particolare idruri a base di lantanio e ittrio, hanno mostrato temperature critiche pari a 253 K (−20 °C) ed è stato calcolato che il YCeH20, LaCeH20 e YCeH18 potrebbero raggiungere temperature critiche pari rispettivamente a 122 K (ad una pressione di 300 GPa), a 116 K (a 250 GPa) e a 173 K (a 150 GPa).

### Altri materiali
Il diboruro di magnesio viene occasionalmente definito superconduttore ad alta temperatura critica perché, pur essendo la sua temperatura critica di soli 39 K, essa è al di sopra di quanto storicamente previsto per i superconduttori in base alla teoria BCS (25-30 K). Tuttavia è generalmente più correttamente considerato come un superconduttore convenzionale ad elevata Tc. Tale valore elevato è dovuto alla complessità della superficie di Fermi nel materiale.
Materiali basati sui fullereni, come il Cs3C60, in cui atomi di metallo alcalino sono intercalati a molecole di C60, mostrano effetti superconduttivi fino a temperature di 38 K.
Nel 1999, basandosi sul fatto che alcuni ossidi di nichel (nichelati) avessero configurazioni elettroniche simili ai cuprati, si è ipotizzato che tali materiali potessero essere superconduttori. Solo nel 2019 si è avuta conferma sperimentale di questa ipotesi con un cosiddetto nichelato a strato infinito di formula Nd0.8Sr0.2NiO2 la cui temperatura critica è tra i 9 e 15 K. Successivi esperimenti hanno mostrato che aumentando la pressione fino a 12,1 GPa si poteva arrivare a 30 K e probabilmente oltre con pressioni maggiori.Nel 2023 è stato ottenuto un nichelato a doppio strato (La3Ni2O7) in grado di raggiungere la temperatura critica di 80 K a pressioni tra 14,0 GPa e 43,5 GPa.L'anno successivo, per lo stesso composto, è stato possibile raggiungere temperature di 42 K, ma a pressione ambiente, facilitando lo studio del materiale.

## Spiegazione teorica

### Superconduttori convenzionali
La prima spiegazione della superconduttività è stata la teoria BCS, valida per i superconduttori scoperti prima del 1986 e quindi con temperatura critica molto bassa. Secondo tale teoria un elettrone muovendosi nel materiale ne distorce il reticolo cristallino, avvicinando a sè i nuclei atomici, e quindi crea una minore densità di carica positiva nella direzione del moto. Di conseguenza un altro elettrone viene attratto nella stessa direzione creando una coppia legata di due elettroni (coppia di cooper). Più formalmente, nell'ambito della teoria quantistica dei campi, la vibrazione del reticolo è associata ad una quasiparticella, il fonone, e quindi si parla di interazione elettrone-fonone. In pratica il fonone agisce come mediatore di un campo di forze attrattivo tra i due elettroni.
Oltre a questa classe di materiali risultano spiegabili dalla teoria BCS anche gli idruri, scoperti dopo il 2015, con elevate temperature critiche ma anche elevate pressioni critiche. Infatti il loro comportamento è analogo a quello atteso per l'idrogeno metallico, ottenibile solo con pressioni elevatissime.

### Superconduttori non convenzionali
La superconduttività nei materiali con temperatura critica elevata scoperti a partire dal 1986, come i cuprati e i superconduttori ferrosi, non è spiegabile nell'ambito della teoria BCS, considerata valida fino a massimo 25-30 K, e sono perciò definiti non convenzionali. Anche in questi materiali si formano coppie di Cooper ma non a causa dell'azione del reticolo (fonone), essendo la temperatura troppo elevata. Meccanismi alternativi sono stati proposti ma non ci sono ancora teorie definitive. La difficoltà è dovuta alla complessa struttura cristallina di questi materiali, costituiti da più strati e spesso appartenenti al gruppo delle perovskiti.
Le prime ipotesi avanzate per spiegare il fenomeno sono la teoria dell'accoppiamento debole e il modello di accoppiamento interstrato, basate sul presupposto che le complesse proprietà di questi materiali potessero essere studiate considerandone solo l'effetto medio (teoria di campo medio) e tenedo conto degli effetti magnetici degli spin degli elettroni.
La teoria dell'accoppiamento debole suppone che la superconduttività emerga dalle fluttuazioni dello spin degli elettroni dei materiali antiferromagnetici opportunamente drogati, come nel modello di Hubbard.

#### Onde di spin
Nei superconduttori convenzionali, le coppie di cooper si formano a causa delle interazioni con il reticolo cristallino, mentre nei superconduttori non convenzionali il reticolo non ha alcun ruolo pratico. Un meccanismo alternativo, per la formazione di coppie di Cooper, si basa sulle fluttuazioni magnetiche prodotto dagli spin degli elettroni, che si propagano sotto forma di onde di densità. Ciò avviene in quanto gli elettroni, essendo dotati di spin, quando si muovono in tali materiali, creano, oltre a una densità di carica, un'onda di densità di spin intorno a se stessi. Analogamente al caso della carica, anche questa variazione di densità attira un elettrone vicino al precedente, formando di nuovo una coppia di Cooper. Inoltre, poiché in tali materiali è presente una forte repulsione coulombiana tra elettroni, l'accoppiamento tra essi non può avvenire sullo stesso sito reticolare, di conseguenza avviene in corrispondenza di siti reticolari vicini, dando origine ad una funzione d'onda di accoppiamento con nodi (zero) all'origine, come nella simmetria d.

#### Simmetriad

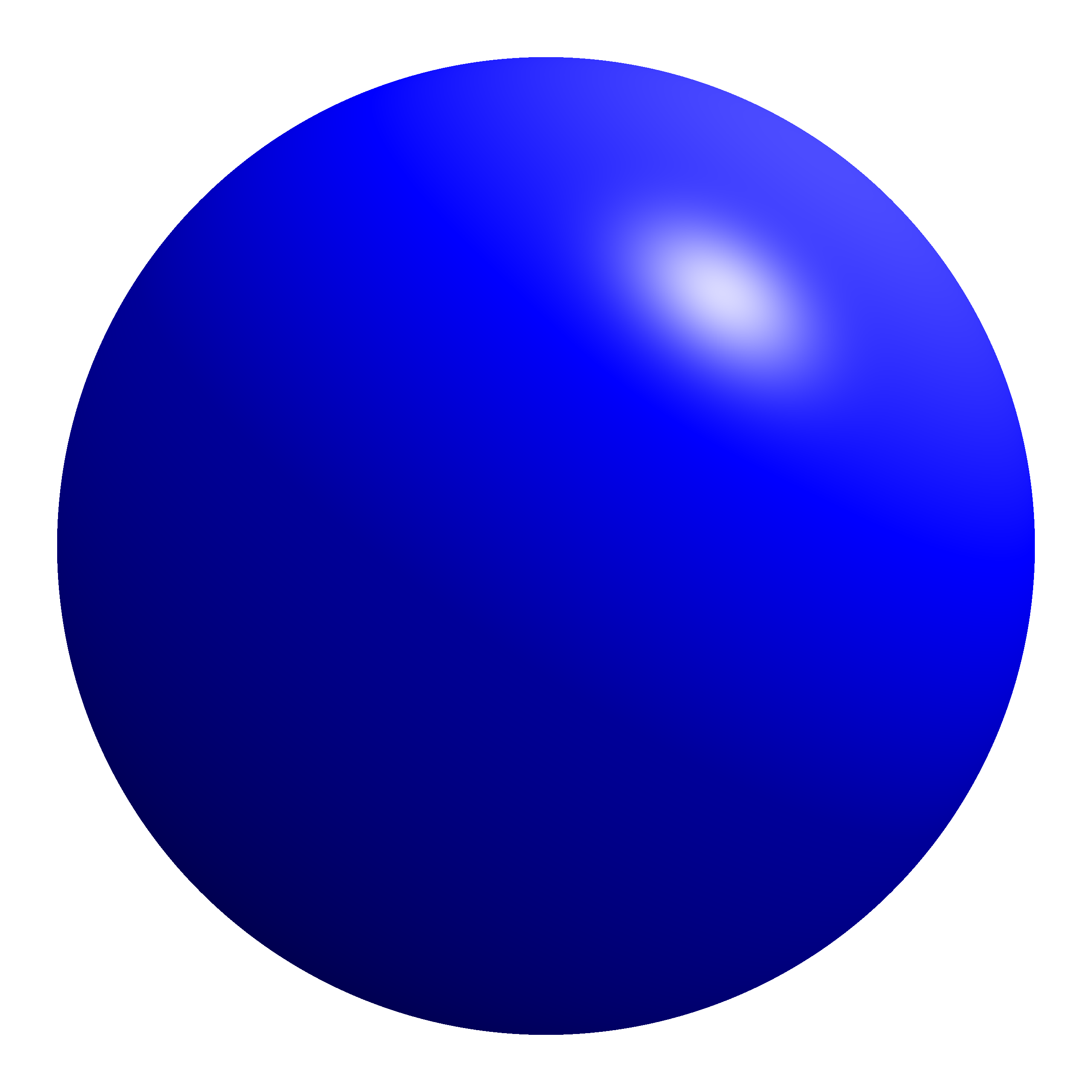
Orbitale s

La funzione d'onda di accoppiamento degli elettroni nei cuprati superconduttori sembra avere una simmetria di tipo dx2-y2 (numero quantico orbitale l=2 e numero quantico magnetico m=+2) e quindi asimmetrica rispetto a quella perfettamente sferica della teoria BCS, basata su un orbitale s (numero quantico orbitale l=0).

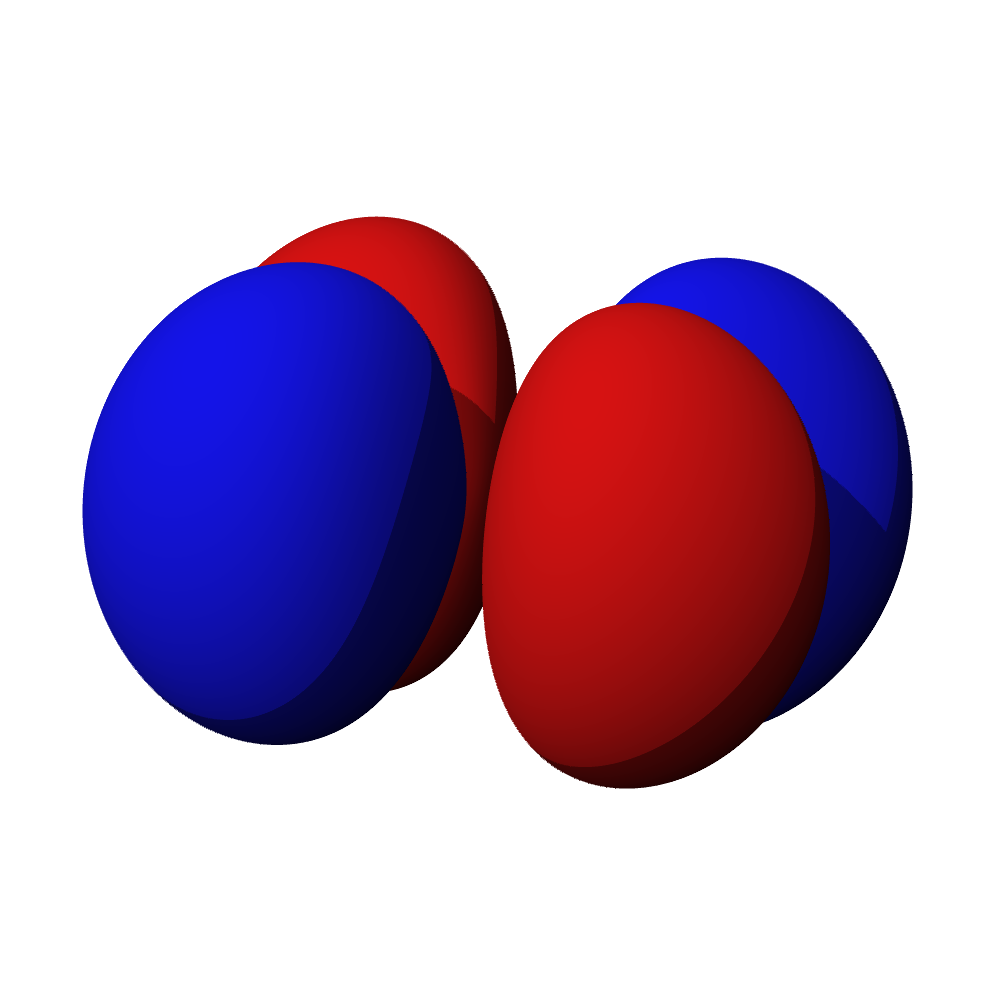
Orbitale dx^{2}-y^{2}

Un esperimento escogitato da J.R. Kirtley e C.C. Tsuei per testare il tipo di simmetria si basa sulla quantizzazione del flusso di un anello a tre grani di YBa2Cu3O7 (YBCO), sondandone l'interfaccia di giunzione, poiché le coppie di Cooper creano tunnel attraverso una giunzione Josephson o un collegamento debole. Il risultato atteso doveva essere un flusso semi-intero, ad indicare che una magnetizzazione spontanea può verificarsi solo per una giunzione con simmetria di tipo d. Essendo stati i primi risultati ambigui, J.R. Kirtley e C.C. Tsuei pensarono che ciò dipendesse da difetti nella struttura all'interno del materiale, quindi progettarono un esperimento in cui considerarono contemporaneamente le situazioni limite di nessun difetto e di difetti massimi. In questo modo la magnetizzazione spontanea fu chiaramente osservata, avvalorando l'ipotesi della simmetria di tipo d. Ma essendo YBCO ortorombico, non poteva escludersi del tutto una mescolanza con la simmetria s, così, raffinarono ulteriormente la loro tecnica, scoprendo che comunque una componente di simmetria s all'interno di YBCO non poteva essere superiore a circa il 3% del totale. Inoltre osservarono una perfetta simmetria dx2-y2 nella forma tetragonale Tl2Ba2CuO6.

#### Modello di accoppiamento interstrato
Tale modello presuppone che una struttura stratificata di elementi superconduttori spiegabili nell'ambito della teoria BCS (con funzioni a simmetria s) può già di per sé migliorare la superconduttività. Introducendo un'ulteriore interazione di tunneling tra ogni strato, il modello spiegherebbe i risultati secondo i quali la simmetria della funzione di accoppiamento sarebbe anisotropa (a differenza della simmetria s che è isotropa) e l'emergere della superconduttività. Esperimenti per risolvere la questione, in particolare il tipo di simmetria coinvolto, si basano sulla spettroscopia fotoelettronica, la risonanza magnetica, le misure del calore specifico, ecc.

## Esempi
Di seguito una lista di materiali superconduttori con temperatura critica Tc decrescente. Sono evidenziati tre refrigeranti di riferimento.
| Tc   | Tc      | Pressione in GPa (pressione atmosferica 10-4) | Materiale                                        | Note                        |
| in K | in °C   | Pressione in GPa (pressione atmosferica 10-4) | Materiale                                        | Note                        |
| ---- | ------- | --------------------------------------------- | ------------------------------------------------ | --------------------------- |
| 262  | -11     | 182                                           | YH10                                             | Idruri                      |
| 250  | -23     | 170                                           | LaH10                                            | Idruri                      |
| 203  | -70     | 90                                            | H3S                                              | Idruri                      |
| 195  | -78     | 10-4                                          | Ghiaccio secco (sublimazione)                    | Refrigerante di riferimento |
| 153  | -120    | 15                                            | HgBa2Ca2Cu3O8                                    | Cuprati                     |
| 133  | -140    | 10-4                                          | HgBa2Ca2Cu3O8                                    | Cuprati                     |
| 110  | -163    | 10-4                                          | Bi2Sr2Ca2Cu3O10 (BSCCO)                          | Cuprati                     |
| 100  | -173    | 10-4                                          | Pellicole sottili di FeSe                        | A base di ferro             |
| 92   | -181    | 10-4                                          | YBa2Cu3O7 (YBCO)                                 | Cuprati                     |
| 77   | -196    | 10-4                                          | Azoto (ebollizione)                              | Refrigerante di riferimento |
| 45   | -228    | 10-4                                          | SmFeAsO0.85F0.15                                 | A base di ferro             |
| 43   | -230    | 4                                             | LaOFeAs                                          | A base di ferro             |
| 41   | -232    | 10-4                                          | CeOFeAs                                          | A base di ferro             |
| 18   | -255    | 10-4                                          | Nb3Sn                                            | Metallici ordinari          |
| 4,24 | -268,91 | 10-4                                          | Elio (ebollizione)                               | Refrigerante di riferimento |
| 4,2  | -268,95 | 10-4                                          | Hg (mercurio : scoperta della superconduttività) | Metallici ordinari          |